# Santiváñez (gemeente)
Santiváñez is een gemeente (municipio) in de Boliviaanse provincie Capinota in het departement Cochabamba. De gemeente telt naar schatting 7.150 inwoners (2018. De hoofdplaats is Santiváñez.